# Halsnæs
Halsnæs är en halvö i Danmark.   Den ligger i Halsnæs kommun på ön Själland i Region Hovedstaden, 50 km nordväst om Köpenhamn. Den största orten på Halsnæs är Hundested på halvöns västra spets, vid Isefjordens mynning. Söder om halvön mynnar Roskildefjorden i Isefjordens norra del.